# Joseph Vilsmaier
Joseph Vilsmaier, né le 24 janvier 1939 à Munich (Allemagne) et mort le 11 février 2020 dans la même ville, est un directeur de la photographie, réalisateur, producteur et scénariste allemand.

## Biographie
Joseph Vilsmaier est né le 24 janvier 1939 à Munich. Jeune, il fréquenta un internat à proximité d'Augsbourg et acheva une formation technique chez les fabricants de caméra Arnold. Il étudia neuf ans au conservatoire de musique et fut membre d'un groupe de jazz. Après avoir été technicien, il fut premier assistant opérateur, puis en 1961 cadreur.
C'est sur le tournage de Ein Stück Himmel (en) qu'il rencontra sa future épouse, Dana Vávrová, qui lui donna trois filles avant de mourir d'un cancer du col utérin à l'âge de 41 ans.

## Filmographie

### Comme réalisateur
- 1989 : Journal d'une paysanne (Herbstmilch)
- 1991 : Rama Dama
- 1993 : Stalingrad
- 1994 : Charlie & Louise - Das doppelte Lottchen
- 1995 : Frère sommeil (Schlafes Bruder)
- 1995 : Wia die Zeit vergeht
- 1996 : Und keiner weint mir nach
- 1997 : Comedian Harmonists
- 2000 : Marlene
- 2001 : Drei Engel für Dr. No
- 2001 : Leo und Claire
- 2002 : August der Glückliche (TV)
- 2004 : Bergkristall
- 2005 : Vera - Die Frau des Sizilianers (TV)
- 2008: Die Gustloff (UFA/ZDF) (avec Kai Wiesinger, Valerie Niehaus et Heiner Lauterbach)
- 2008: Die Geschichte vom Brandner Kaspar (avec Franz Xaver Kroetz, Michael Herbig et Lisa Maria Potthoff)
- 2010: Nanga Parbat (avec Florian Stetter, Andreas Tobias et Karl Markovics)

### Comme directeur de la photographie
- 1970 : Menschen (TV)
- 1972 : Alexandre Bis (Alexander Zwo) (feuilleton TV)
- 1973 : Die Merkwürdige Lebensgeschichte des Friedrich Freiherrn von der Trenck (feuilleton TV)
- 1974 : Ein Haus für uns - Jugenderholungsheim (série télévisée)
- 1974 : Um Haus und Hof (série télévisée)
- 1974 : Tatort - Acht Jahre später (TV)
- 1975 : Krempoli - La cité des enfants ("Krempoli - Ein Platz für wilde Kinder") (série télévisée)
- 1976 : Tatort - Fortuna III (TV)
- 1976 : Le Palais bleu (de) : Der Unsterbliche (TV)
- 1976 : Tatort - Abendstern (TV)
- 1976 : Le Palais bleu (de) : Der Gigant (TV)
- 1978 : Tochter des Schweigens (série télévisée)
- 1978 : Tatort - Rechnung mit einer Unbekannten (TV)
- 1978 : Tatort - Lockruf (TV)
- 1979 : Tatort - Schweigegeld (TV)
- 1979 : Fallstudien (TV)
- 1981 : Jeans (TV)
- 1981 : Ein Zauberhaftes Biest (série télévisée)
- 1982 : Die Stunde des Löwen (TV)
- 1982 : Un carré de ciel (Stück Himmel, Ein) (feuilleton TV)
- 1982 : Tatort - Das Mädchen auf der Treppe (TV)
- 1983 : Für 'n Groschen Brause (TV)
- 1983 : Rote Erde (de) (série télévisée)
- 1985 : Tatort - Doppelspiel (TV)
- 1986 : Reschkes großer Dreh (feuilleton TV)
- 1986 : Didi auf vollen Touren
- 1988 : Der Experte
- 1989 : Journal d'une paysanne (Herbstmilch)
- 1991 : Rama Dama
- 1995 : Frère sommeil (Schlafes Bruder)
- 1997 : Comedian Harmonists
- 2000 : Marlene
- 2001 : Leo und Claire
- 2002 : August der Glückliche (TV)
- 2004 : Bergkristall
- 2005 : Vera - Die Frau des Sizilianers (TV)

### Comme producteur
- 1989 : Herbstmilch
- 1991 : Rama Dama
- 1993 : Stalingrad
- 1994 : Charlie & Louise - Das doppelte Lottchen
- 1995 : Frère sommeil (Schlafes Bruder)
- 1995 : Wia die Zeit vergeht
- 1997 : Hunger - Sehnsucht nach Liebe
- 1997 : Comedian Harmonists
- 1999 : Tireur d'élite (Straight Shooter)
- 2000 : Marlene
- 2000 : Der Bär ist los
- 2001 : Leo und Claire
- 2004 : Pura vida Ibiza
- 2004 : Bergkristall

### Comme scénariste
- 1991 : Rama Dama
- 1993 : Stalingrad
- 2001 : Leo und Claire